# بوستان ولایت (ساری)

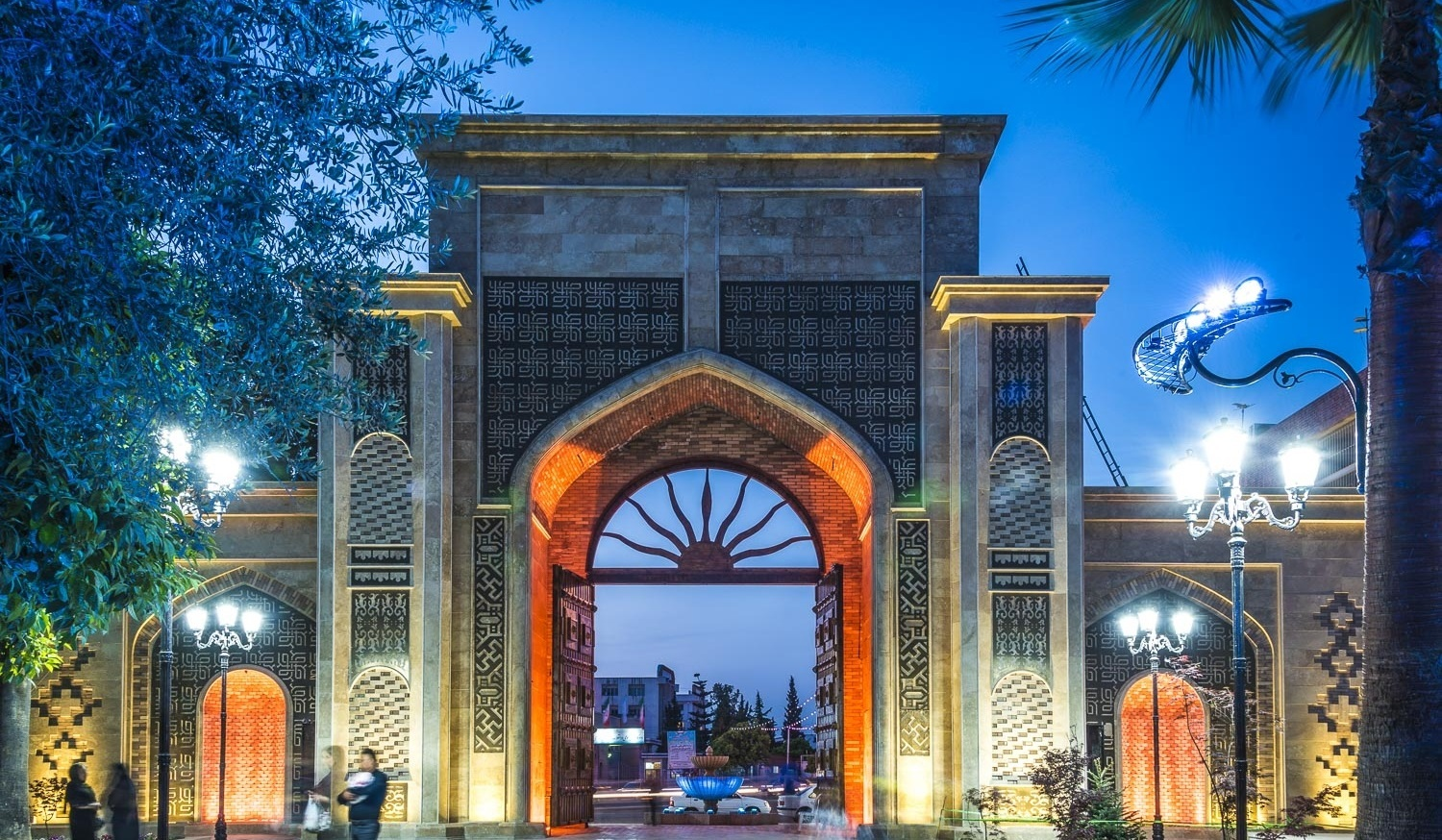
بوستان ولایت ساری

بوستان ولایت ساری در استان مازندران شهر ساری قرار دارد. این بوستان به عنوان بزرگ‌ترین پارک این شهر از اهمیت و توجه بسیاری برخوردار است. این پارک با مساحت ۶ هکتار جایگزین مکان ارتش شهر ساری شد و در اردیبهشت ماه سال ۱۳۹۷ افتتاح گردید.
این بوستان مرکز فرهنگی و پارکی است که به منظور حفظ معماری بومی بر پایه همان اصول قدیمی ساخته شده و فضایی دلنشین را فراهم آورده‌است.
کتابخانه دیجیتال، سالن آمفی تئاتر، خانه هنرمندان، خانه دانشوران و سرای ارشد، موزه، نگارخانه، مسجد و فضای بازی کودکان بخش‌هایی از آن هستند

سالن آمفی تئاتر ظرفیت ۴۰۰ نفر را داشته و از ۱۶ ردیف سکو و سه ردیف ورودی از همکف و چهار ردیف پلکان دسترسی به سکوهای نشیمن تشکیل شده‌است.
مساحت خانه دانشوران ۴۳۰ متر مربع می‌باشد و فضایی مطلوب را جهت مطالعه و دسترسی به افکار با مضامین علم، فرهنگ، هنر و همچنین چهره‌های تأثیر گذار شکل داده‌است.
سرای ارشد بوستان ۱۰۶ متر مربع مساحت دارد. عموم مردم قادر به استفاده از این بخش و بهره‌مندی از برنامه‌های صحیح و کاربردی آن هستند.

خانه هنرمندان و نگارخانه, هر کدام ۴۱۵ متر مربع مساحت داشته و در دو طبقه ساخته شده‌اند. نگارخانه همانجور که از نامش پیداست فضایی را برای برگزاری نمایشگاه‌های متداول و آثار هنرمندان در اختیار مردم قرار می‌دهد؛ در حالی که خانه هنرمندان با وجود سالن گردهمایی و اتاق جلسات، فضایی برای پایداری تعاملات مردم آماده می‌کند.
موزه مردم‌شناسی و آثار تاریخی و موزه تاریخ طبیعی مازندران هر کدام در ساختمانی مجزا که ۴۳۰ متر مربع وسعت دارد ایجاد شده‌اند و گنجینه ای از گونه‌های متنوع گیاهی و حیوانی را محفوظ کرده‌اند.
موزه مطبوعات ۴۳۰ متر مربع مساحت دارد.
بوستان ولایت در محله طبرسی ساری، بین خیابان عسکری محمدیان و خیابان مازیار قرار دارد بنابراین موقعیت جغرافیایی این مکان مطلوب بوده و در نزدیکی مراکزی چون مسجد جامع ساری، پل راهبند، بیمارستان امام خمینی، بیمارستان فاطمه الزهرا ساری که مرکز قلب مازندران می‌باشد جای گرفته‌است.